# Campeonato Mundial de Piragüismo en Eslalon de 2007
El XXXI Campeonato Mundial de Piragüismo en Eslalon se celebró en Foz do Iguaçu (Brasil) entre el 9 y el 23 de septiembre de 2007 bajo la organización de la Federación Internacional de Piragüismo (ICF) y la Confederación Brasileña de Piragüismo. 
Las competiciones se realizaron en el canal de Itaipú, que forma parte del complejo de la represa de Itaipú, al norte de la ciudad brasileña.

## Medallistas

### Masculino
| Evento                 | Oro | Plata | Bronce |
| ---------------------- | --- | --- | --- |
| K1 individual (22.09)  | Sébastien Combot Francia 186,25 pts.                                                                                      | Fabian Dörfler · Alemania · 187,90 pts.                                                                           | Campbell Walsh Reino Unido 189,34 pts.                                                                                      |
| C1 individual (22.09)  | Michal Martikán · Eslovaquia · 192,87                                                                                     | Tony Estanguet Francia 194,23                                                                                     | Robin Bell Australia 195,70                                                                                                 |
| C2 individual (23.09)  | Pavol Hochschorner · Peter Hochschorner · Eslovaquia · 206,81                                                             | Pierre Luquet Christophe Luquet Francia 214,83                                                                    | Andrea Benetti · Erik Masoero · Italia · 215,34                                                                             |
| K1 por equipos (21.09) | Fabian Dörfler · Alexander Grimm · Erik Pfannmöller · Alemania · 204,96                                                   | Julien Billaut Pierre Bourliaud Sébastien Combot Francia 205,28                                                   | Ivan Pišvejc · Vavřinec Hradilek · Luboš Hilgert · República Checa · 205,91                                                 |
| C1 por equipos (21.09) | Tony Estanguet Pierre Labarelle Nicolas Peschier Francia 212,16                                                           | Jan Benzien · Nico Bettge · Lukas Hoffmann · Alemania · 214,40                                                    | Stanislav Ježek · Tomáš Indruch · Jan Mašek · República Checa · 217,87                                                      |
| C2 por equipos (21.09) | República Checa · Jaroslav Volf / Ondřej Štěpánek · Marek Jiras / Tomáš Máder · Jaroslav Pospíšil / David Mrůzek · 235,48 | Francia Cédric Forgit / Martin Braud Pierre Luquet / Christophe Luquet Damien Troquenet / Mathieu Voyemant 237,22 | Eslovaquia · Pavol Hochschorner / Peter Hochschorner · Ladislav Škantár / Peter Škantár · Tomáš Kučera / Ján Bátik · 239,37 |

### Femenino
| Evento                 | Oro                                                                       | Plata                                                                               | Bronce                                                         |
| ---------------------- | ------------------------------------------------------------------------- | ----------------------------------------------------------------------------------- | -------------------------------------------------------------- |
| K1 individual (23.09)  | Jennifer Bongardt · Alemania · 210,05 pts.                                | Elena Kaliská · Eslovaquia · 210,99 pts.                                            | Štěpánka Hilgertová · República Checa · 211,55 pts.            |
| K1 por equipos (21.09) | Jennifer Bongardt · Mandy Planert · Jasmin Schornberg · Alemania · 238,76 | Štěpánka Hilgertová · Irena Pavelková · Marcela Sadilová · República Checa · 240,49 | Fiona Pennie Laura Blakeman Elizabeth Neave Reino Unido 241,42 |

## Medallero
| Núm. | País            | Oro | Plata | Bronce | Total |
| ---- | --------------- | --- | ----- | ------ | ----- |
| 1    | Alemania        | 3   | 2     | 0      | 5     |
| 2    | Francia         | 2   | 4     | 0      | 6     |
| 3    | Eslovaquia      | 2   | 1     | 1      | 4     |
| 4    | República Checa | 1   | 1     | 3      | 5     |
| 5    | Reino Unido     | 0   | 0     | 2      | 2     |
| 6    | Australia       | 0   | 0     | 1      | 1     |
| 6    | Italia          | 0   | 0     | 1      | 1     |
|      | TOTAL           | 8   | 8     | 8      | 24    |